# Anju (Nordkorea)
Anju-si (koreanische Aussprache: [an.dzu]) ist eine Stadt in der nordkoreanischen Provinz P’yŏngan-namdo. 2008 hatte die Stadt 240.117 Einwohner. Die Stadt wird vom Ch’ongch’on River durchflossen.

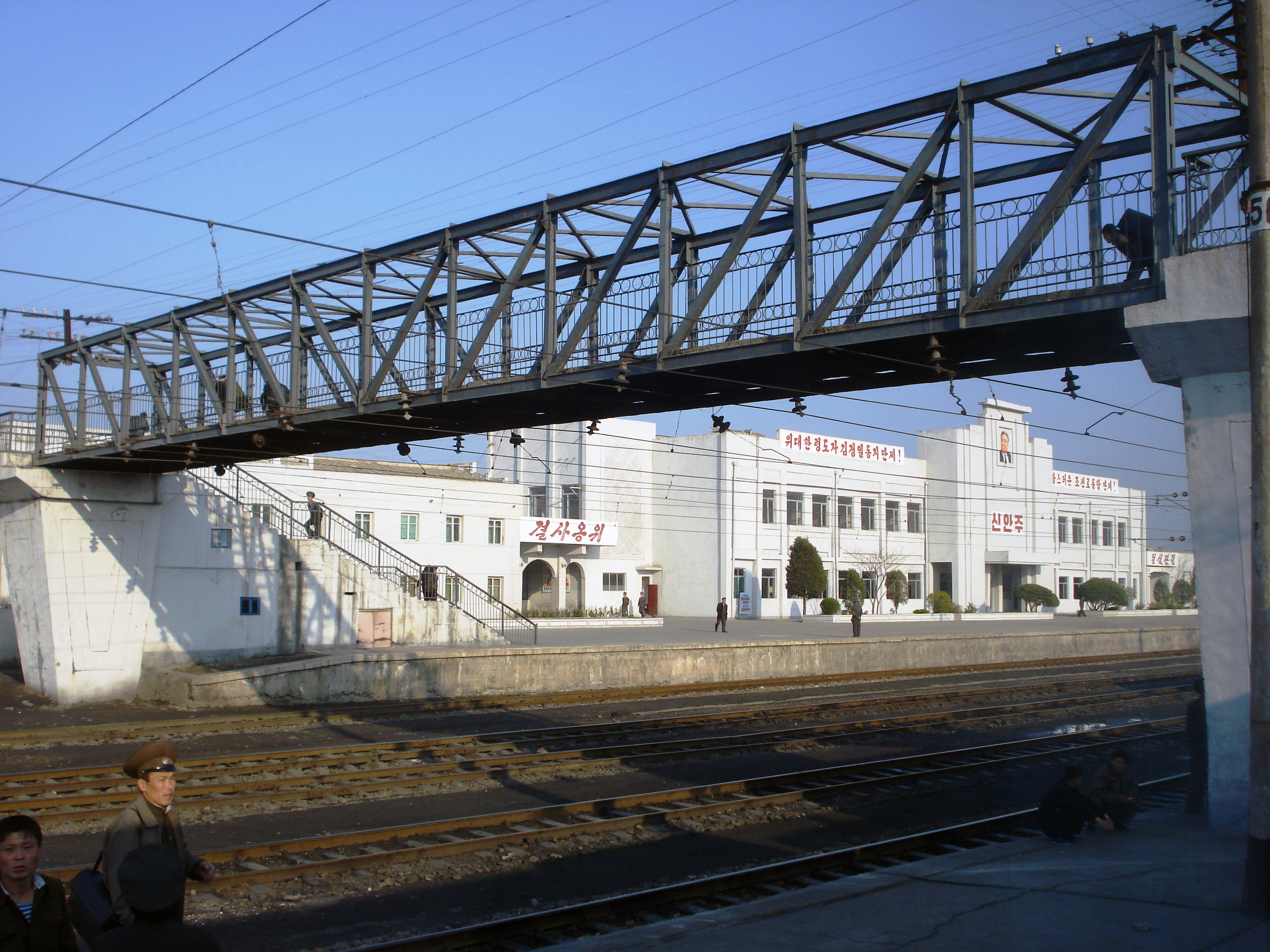
Sinanju Bahnhof im Westen von Anju

## Verwaltungstechnische Gliederung
Anju-si ist in 20 tong (Nachbarschaften) und 22 ri (Dörfer) eingeteilt:
| - Chŏnsan-dong (전산동) - Kubong-dong (구봉동) - Namch'ŏn-dong (남천동) - Namp'yŏng-dong (남평동) - Namhŭng-dong (남흥동) - Tŏksŏng-dong (덕성동) - Toksan-dong (독산동) - Tŭngbangsan-dong (등방산동) - Ryongyŏn-dong (룡연동) - Munbong-dong (문봉동) - Misang-dong (미상동) - Songam-dong (송암동) - Sinwŏn-dong (신원동) - Yŏkchŏn-dong (역전동) - Wŏnhŭng-dong (원흥동) - Ch'angsong-dong (창송동) - Ch'ŏngsong-dong (청송동) - Ch'ŏngch'ŏn'gang-dong (청천강동) - Ch'ilsŏng-dong (칠성동) - P'ungyŏn-dong (풍년동) - Changch'ŏl-li (장천리) | - Chunghŭng-ri (중흥리) - Kuryong-ri (구룡리) - Namch'il-li (남칠리) - Pallyong-ri (반룡리) - P'yŏngryul-li (평률리) - Ripsŏng-ri (립석리) - Ryongbong-ri (룡복리) - Ryongdam-ri (룡담리) - Ryonggye-ri (룡계리) - Ryonghŭng-ri (룡흥리) - Ryonghwa-ri (룡화리) - Ryongjŏl-li (룡전리) - Sangsŏ-ri (상서리) - Sinhŭng-ri (신흥리) - Songdo-ri (송도리) - Songhang-ri (송학리) - Sŏnhŭng-ri (선흥리) - Unhang-ri (운학리) - Unsong-ri (운송리) - Wŏnp’ung-ri (원풍리) - Yŏnp’ung-ri (연풍리) |

## Wirtschaft
Anju liegt in der Nähe großer Steinkohlevorkommen und Steinkohleförderanlagen von Nordkorea. Die Lagerstellen sollen mehr als 130 Millionen Tonnen Kohle enthalten. Namhŭng-dong ist Standort des Namhŭng Youth Chemical Complex, eines der bedeutendsten Kombinate Nordkoreas.

## Verkehr
Anju-si hat mehrere Bahnhöfe der Bahnlinien P’yŏngŭi und Kaech'ŏn der Koreanischen Staatsbahn.

## Persönlichkeiten
- Byung-Mu Ahn (1922–1996), südkoreanischer evangelischer Theologe und Soziologe
- Kim Hwang-hyun (* 1967), Eisschnellläufer